# NGC 1157
NGC 1157 (również PGC 11218) – galaktyka spiralna (Sb), znajdująca się w gwiazdozbiorze Erydanu. Odkrył ją 31 grudnia 1885 roku Francis Leavenworth.